# Ilhas Cayman nos Jogos Pan-Americanos de 1987
As Ilhas Cayman competiu na 10º edição dos Jogos Pan-Americanos, realizados na cidade de Indianápolis, nos Estados Unidos. Não conquistou medalhas nesta edição. 